# Indije
Indije ili Istočne Indije (ili Istočna Indija), naziv za zemlje južne i jugoistočne Azije koje obuhvaćaju cijelu nekadašnju Britansku Indiju (današnja Indijska Unija, Pakistan, Bangladeš, Mianmar, Šri Lanka i Maldivi) i Nizozemsku Istočnu Indiju (današnji Tajland, Malezija i Indonezija). 
Istočne Indije također uključuju iranski Beludžistan, Indokinu, Filipinske otoke, Brunej, Singapur i Istočni Timor, ali u njih ne spada Irian Jaya (Zapadna Papua), koja čini dio Melanezije.
Stanovnici Istočnih Indija često se nazivaju istočni Indijci za razliku od stanovnika Kariba ili "Zapadnih Indija", tj. od domorodačkih naroda Amerike koji se često nazivaju "Indijanci" ili "američki Indijci". Narodi Istočnih Indija obuhvaćaju široko mnoštvo kulturne raznolikosti, a sami se stanovnici ne smatraju da pripadaju jedinstvenoj etničkoj grupi. Najzastupljenije velike svjetske religije su hinduizam, budizam i islam, dok su kršćanstvo, sikhizam i razna tradicionalna vjerovanja i prakse istaknuti u manjim područjima. Glavni jezici u ovom području proizlaze iz širokog mnoštva jezičnih porodica a termin indijski se odnosi samo na grupu indoeuropskih jezika južne Azije.
Prostrane Istočne Indije podijeljene su na dva dijela koja se (iz europske perspektive) nazivaju Ovostrana i Onostrana Indija. Prva je bivša Britanska Indija, a druga je moderna Jugoistočna Azija ili blok ASEAN.
Često se Istočne Indije nazivaju prema svojim kolonizatorima, pa stoga Britansku Istočnu Indiju čine Indija i Malezija, Nizozemsku Istočnu Indiju čini Indonezija, a Španjolsku Istočnu Indiju čine Filipini.

## Povijest
Prvi europski istraživači koji su započeli istraživati ovu regiju u kasnom 15. i ranom 16. stoljeću bili su Španjolci i Portugalci. Regija je u 17. stoljeću nakon uspostave europskih trgovačkih kompanija dizajniranih za specifične svrhe postala važan izvor trgovine pamukom, indigom i začinima. Najvažnije takve kompanije bile su Britanska istočnoindijska kompanija i Nizozemska istočnoindijska kompanija.
U početku se mislilo da se Novi svijet nalazi na najistočnijem dijelu Indija. Prihvativši mišljenje da je Zemlja okrugla, slavni moreplovac Kristofor Kolumbo odlučio je stići do Novog svijeta plovidbom na zapad. Zbog velike pogreške u procjeni zapadne udaljenosti Europe od Azije, Kolumbo je smatrao da je stigao u Indiju, pa je Novi svijet nazvao upravo tako. Kasnije se, kako bi se izbjegla zbrka, Novi svijet počeo nazivati "Zapadna Indija", dok su originalne Indije dobile naziv "Istočna Indija".
Rasni termin istočni Indijci nekoć se prvenstveno koristio za označavanje ljudi u čitavim istočnim Indijama, dok se nedavno široko koristi u SAD-u i Kanadi kao preciznija inačica Indijca iz Indije radi izbjegavanja potencijalne zabune s terminom američki Indijanci (alternativno: američki starosjedioci) koji su se nekad jednostavno nazivali Indijanci. Azijski Indijci je sličan alternativni termin koji ima raširenu uporabu u UK-u, iako je indikativniji u etnicitetu ljudi koji žive u južnoj Aziji.
Istočni Indijci je također oznaka za etničku ili subetničku grupu utemeljenu u i oko grada Bombayja ili Mumbaija. Ti su ljudi, dio izvorne etničke grupe Konkani, bili pokršteni pod portugalskim okriljem, a dijelom su bili i luzitanizirani. Kasnije je područje osvojilo Maratha Carstvo koje je prisiljavalo ljude na učenje marathskog jezika. Pod britanskom upravom ovi ljudi su bili poznati kao bombajski Portugalci. Doseljavanjem imigranata iz Goe (pod portugalskom vlasti) bombajski su se Portugalci preimenovali u "istočne Indijce" (kako bi se razlikovali od Goanaca (koje su Britanci nazivali Portugalci). Oni su se preimenovali prema Britanskoj istočnoindijskoj kompaniji kako bi demonstrirali svoju lojalnost Britancima i kako bi pokazali razliku između Bombajaca i Goanaca.

## Poveznice
- Istočni Indijci (etnička grupa)
- Bengal
- Malajski arhipelag

## Vanjske poveznice
- Website zajednice istočnih Indijaca u Bombayju